# Serial ATA
Il Serial ATA (abbreviazione dell'inglese Serial Advanced Technology Attachment, in sigla SATA) è un'interfaccia per computer generalmente utilizzata per connettere dischi fissi o lettori ottici (masterizzatori e lettori di CD, DVD, ecc.).
Il SATA è l'evoluzione dell'ATA (anche conosciuto come IDE [Integrated Drive Electronics], rinominato Parallel ATA [PATA] in seguito alla nascita del Serial ATA in modo da evitare fraintendimenti), rispetto al quale presenta tre principali vantaggi: maggiore velocità, cavi meno ingombranti e possibilità di collegamento a sistema avviato.
I dischi esterni di ultima generazione possono essere collegati al computer tramite l'interfaccia ESATA, oltre che alla classica porta USB 2.0, l'USB 3.0 e la più moderna 3.1.

## Storia

### SATA 1.0
La prima versione del Serial ATA, che ha debuttato nel 2002, supporta una velocità di trasmissione dei dati pari a 1,5 gigabit al secondo.

### SATA 2.0
Il controller SATA di seconda generazione (detto SATA/300 o SATA II), nato nel 2005, è in grado di trasferire 3 Gigabit/s (384 megabyte/s).

### SATA 3.0
Nel marzo 2009 fu presentata al pubblico, in occasione dell'Everything Channel Xchange Conference di New Orleans, la versione 3.0 che ha raggiunto una velocità di trasferimento dati di 6 Gbit/s, contro i 3 Gbit/s della versione SATA II. SATA 3.0 si era resa necessaria per l'avvento di unità a stato solido (SSD) sempre più prestanti, con banda in lettura e scrittura nell'ordine dei 500 MB/s.
La revisione 3.0 migliorò anche la funzione native command queuing (NCQ), soprattutto per quel che riguarda lo streaming di flussi video, e il supporto alla gestione dei consumi. È compatibile con le precedenti versioni.

### SATA 3.1
Pubblicata a luglio 2011, la revisione 3.1 di SATA introdusse o cambiò le seguenti caratteristiche:
- mSATA, SATA per unità a stato solido in dispositivi mobili: un connettore simile al PCI Express Mini Card, elettricamente SATA.
- Zero energia per i drive per dischi ottici se non si verifica un accesso al dispositivo.
- Queued TRIM Command migliora le prestazioni dei dischi a stato solido.
- Required Link Power Management riduce l'energia complessiva richiesta per numerosi dispositivi SATA.
- Hardware Control Features consente l'identificazione da parte dell'host delle caratteristiche del dispositivo.
- Universal Storage Module (USM), un nuovo standard per memorie senza cavo collegabili per dispositivi elettronici di consumo.[4]

### SATA 3.2
Pubblicata nell'agosto 2013, la revisione 3.2 di SATA introdusse le seguenti caratteristiche:
- La specifica SATA Express definisce un'interfaccia che riunisce i bus SATA e PCI Express, rendendo possibile la coesistenza di dispositivi di memoria di massa legacy solo SATA e solo PCI Express.[6][7]
- Lo standard SATA M.2 è un'implementazione a formato ridotto dell'interfaccia SATA Express, con l'aggiunta di una porta internal USB 3.0.[8]
- microSSD introduce l'interfaccia elettrica a ball grid array per dispositivi di memoria di massa miniaturizzati e saldati.[9]
- USM Slim riduce lo spessore dell'Universal Storage Module (USM) da 14,5 mm a 9 mm.[10]
- DevSleep consente un ridotto consumo di energia per dispositivi permanentemente accesi, se vengono messi in modalità a basso consumo.[11]
- Hybrid Information permette di raggiungere prestazioni più elevate nei cosiddetti dischi ibridi a stato solido (SSHD).[12][13]

## Caratteristiche

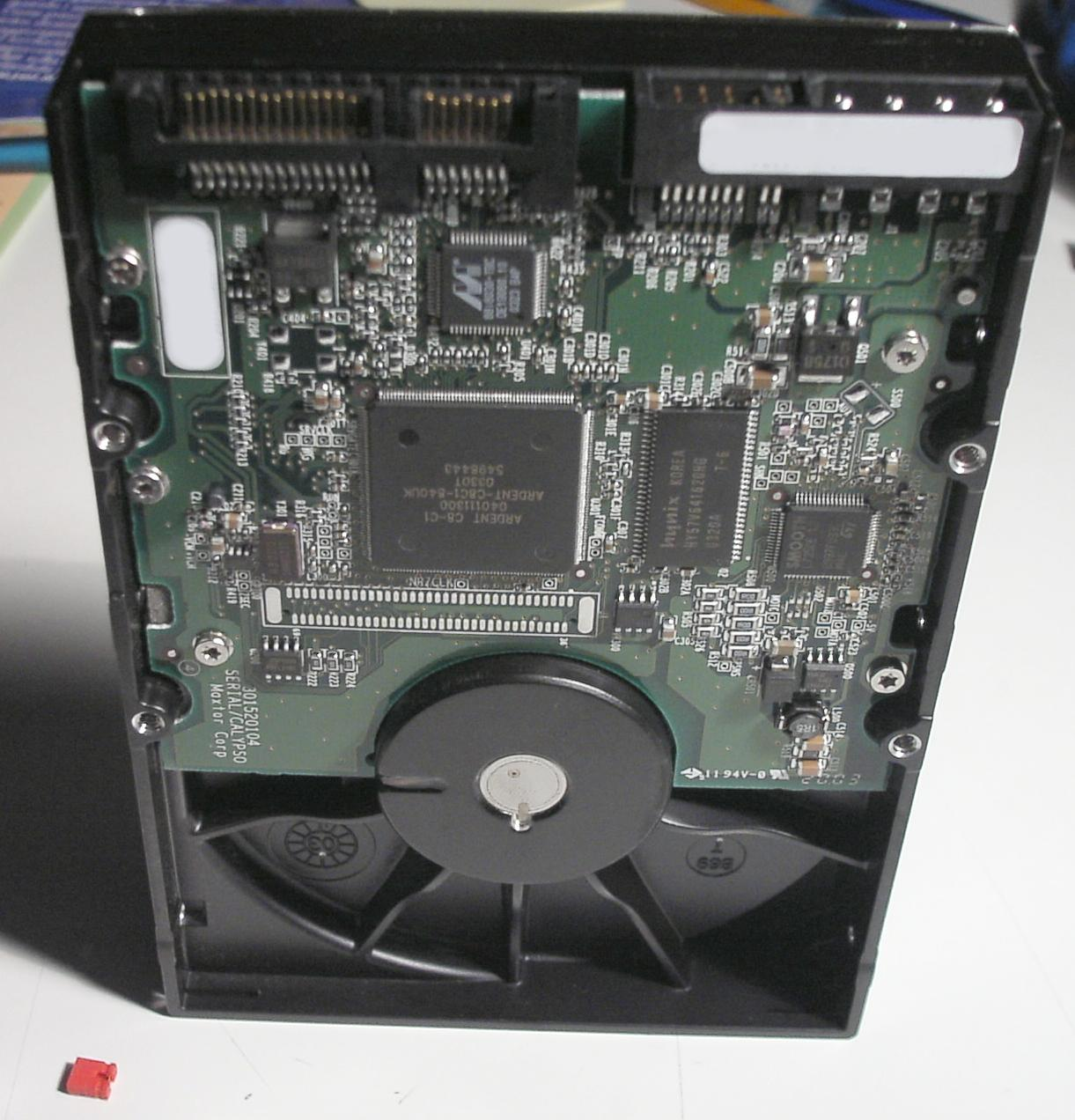
Hard disk Serial ATA da 3,5 pollici - Sono visibili, in alto da sinistra verso destra: il connettore di alimentazione Serial ATA a 15 contatti, il connettore dati a 7 contatti, i ponticelli e il connettore di alimentazione Molex.

Dal punto di vista tecnico, il più grande cambiamento è costituito dai cavi utilizzati. I dati viaggiano su un cavo flessibile di 8 millimetri di larghezza, con 7 contatti disposti su singola fila. Rispetto ai larghi cavi (51 mm) da 40 o 80 conduttori dell'interfaccia PATA, i cavi SATA sono sicuramente più pratici. Essendo molto più stretti, quindi meno ingombranti, facilitano inoltre il passaggio dell'aria all'interno del case, migliorando la ventilazione dei componenti. I connettori hanno una sagoma asimmetrica, copiata dalle porte USB, e non possono quindi essere inseriti in posizione errata.
Il concetto di master e slave presente con i cavi PATA, è stato abolito con l'introduzione di un cavo per ogni drive (hard disk o unità ottica); ognuno appare, al BIOS, come Device 0 (master).

### Alimentazione

#### Connettore standard

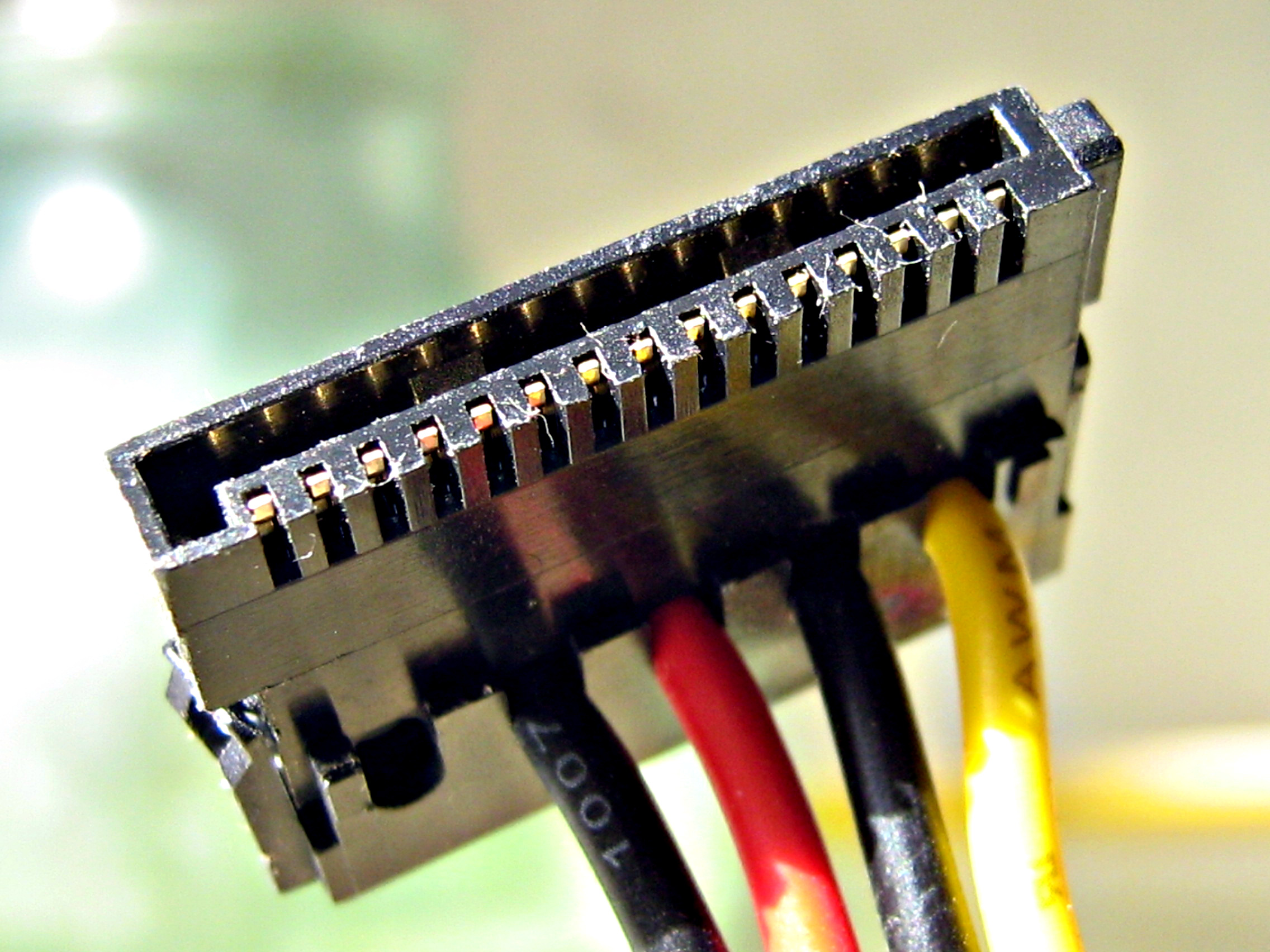
Connettore del cavo alimentazione

Gli hard disk e i masterizzatori Serial ATA prevedono un tipo di connettore di alimentazione diverso dal connettore Molex presente oramai da molti anni nei dispositivi non SATA. Simile al cavo di trasmissione dei dati, è più largo ed è costituito da 15 conduttori, che trasportano le tre tensioni di alimentazione: 3,3V (normalmente non usata), 5V e 12V.
La corrente di ogni linea di alimentazione viene suddivisa tra più contatti del connettore (tre per le alimentazioni di 12V, 5V e 3,3V, cinque per la massa) in quanto il singolo piccolo contatto non è in grado di portare una corrente elevata. Non c'è differenza tra i cavi degli hard disk da 3,5 pollici e quelli da 2,5 pollici per notebook.
Alcuni modelli di hard disk SATA da 3,5 pollici prodotti nel periodo di transizione avevano anche il connettore di alimentazione di tipo Molex, ma è stato ormai eliminato. Tramite un semplice adattatore, è comunque possibile collegare qualsiasi unità SATA a un normale spinotto Molex (purché il dispositivo non necessiti dell'alimentazione a 3,3V).

#### Connettore sottile o slimline

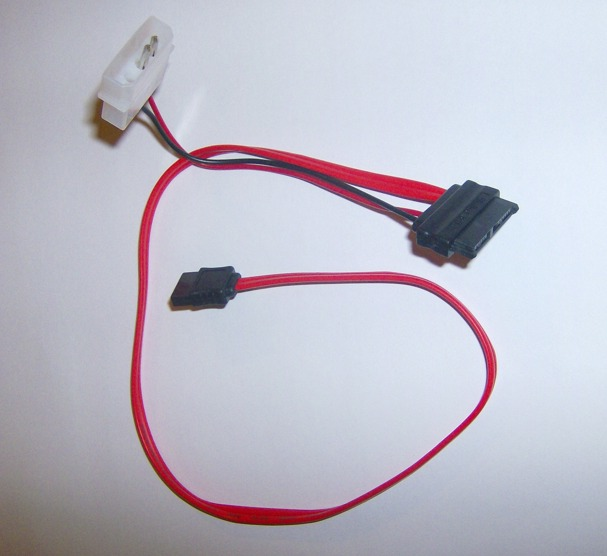
Connettore SATA slimline per trasferimento dati e alimentazione.

Con la versione 2.6 delle specifiche è stato introdotto un connettore di alimentazione più piccolo, destinato a essere utilizzato per dispositivi di ridotte dimensioni, come ad esempio i drive ottici per notebook. Spesso tale connettore di alimentazione è unito a quello per il trasporto dei dati dal lato connesso all'unità ottica ottenendo una razionalizzazione del cablaggio oltre alla riduzione delle dimensioni.

### Inserimento a caldo
Le specifiche SATA prevedono la funzionalità di collegamento a caldo dei dispositivi, cioè senza necessità di togliere l'alimentazione al personal computer.Alcuni controller non implementano questa funzione, spesso a causa di limitazioni presenti nel BIOS.

### Modalità di funzionamento
I controller Serial ATA possono funzionare in diverse modalità:
- Emulazione IDE o IDE compatibile, si tratta del supporto alla precedente modalità Parallel ATA;
- AHCI, modalità con funzionalità avanzate come Hot swap e NCQ (Native Command Queuing);
- RAID, permette l'uso di più dischi come un'unica unità, permettendo un aumento delle prestazioni o dell'affidabilità.

## IDE e il Serial ATA
Dal periodo della transizione tra l'interfaccia IDE e il Serial ATA, vengono prodotti ancora oggi diversi convertitori per rendere compatibili i due standard. Per quanto riguarda l'alimentazione, ai cavi che escono dall'alimentatore e che terminano con i connettori Molex utilizzati dai dispositivi IDE vengono aggiunti dei cavi di adattamento dotati di connettore Molex maschio da un lato e connettore Serial ATA femmina all'altra estremità.
Per quanto riguarda le linee dati non esiste una soluzione altrettanto semplice, in quanto i dati paralleli dell'interfaccia IDE dovrebbero essere serializzati per essere inviati a un dispositivo SATA. La soluzione migliore consiste nell'aggiungere alla scheda madre del computer non dotato nativamente di interfaccia SATA, un controller SATA su scheda di espansione PCI. Esistono, comunque, anche degli adattatori per collegare le unità SATA ai canali IDE e, viceversa, unità IDE a canali SATA. In entrambi i casi la velocità massima raggiungibile sarà quella supportata dal canale IDE o dal disco IDE essendo, come detto, l'IDE più lento del SATA.
Ormai tutti i produttori di hard disk hanno a listino solo hard disk nativi Serial ATA, interfaccia che si è estesa anche nel campo dei lettori ottici e dei masterizzatori. Le schede madri prodotte nel periodo di transizione supportano almeno due porte di questo tipo, assieme ad uno o due dei classici canali IDE nello standard ATA-100 (Intel) o ATA-133 (SiS, VIA e AMD). Le schede madri attualmente prodotte hanno ormai dismesso il canale IDE e portano due o più spesso quattro canali SATA. Alcuni modelli dispongono di 6 o più canali, con quelli aggiuntivi tipicamente collegati ad un secondo controller integrato sulla scheda madre.